# Zdzisław Barbasiewicz

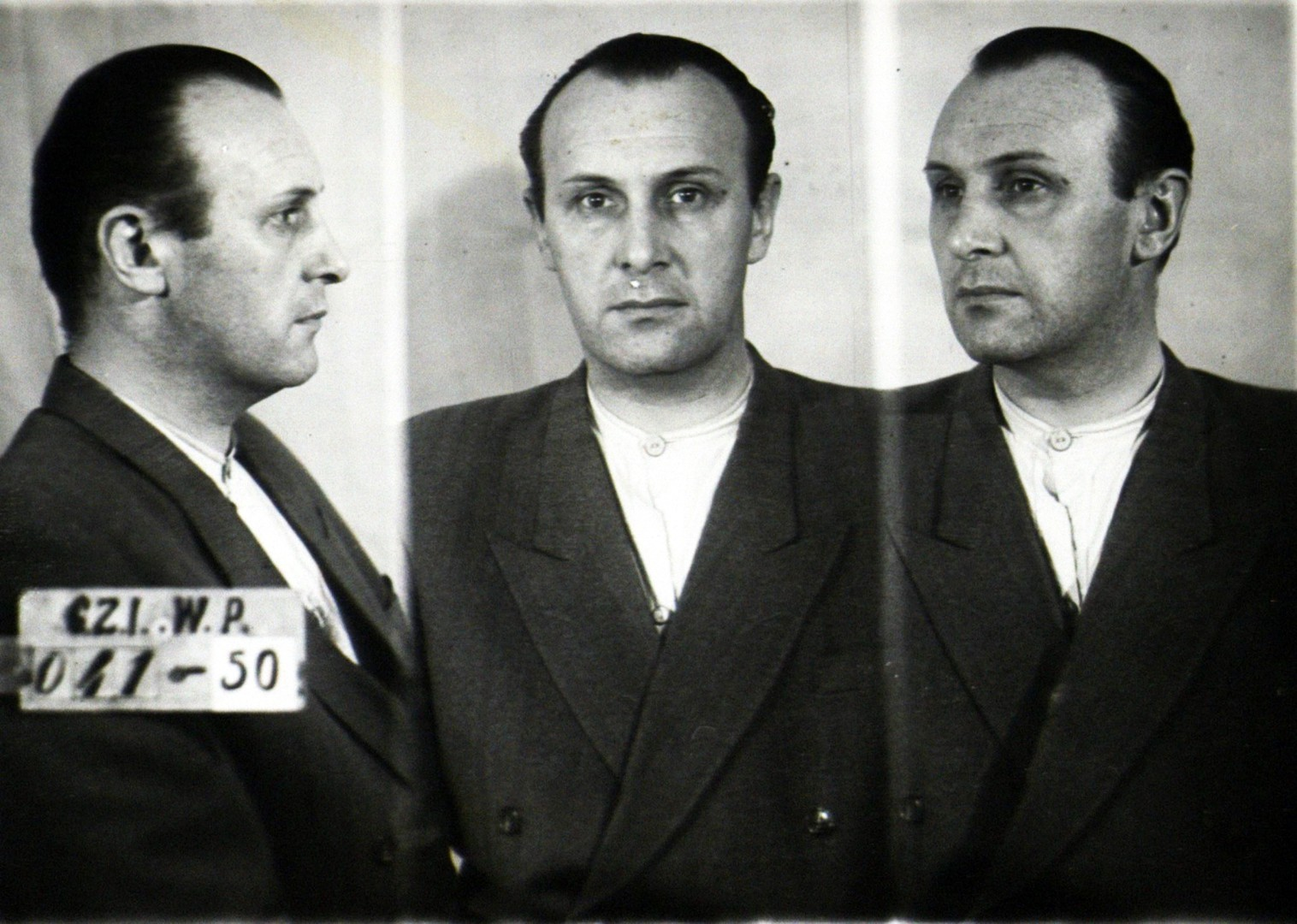
Zdzisław Barbasiewicz po aresztowaniu przez Informację Wojskową 1950

Zdzisław Jerzy Barbasiewicz ps. Gryf (ur. 21 listopada 1909 w Korytnicy k. Węgrowa, zm. 10 stycznia 1952 w Warszawie) – oficer Wojska Polskiego, Armii Krajowej i ludowego Wojska Polskiego, kawaler Orderu Wojennego Virtuti Militari, w 1951 roku skazany na karę śmierci i stracony.

## Życiorys
Był synem Jana, nauczyciela, i Heleny z Frydrychiewiczów. Ukończył szkołę powszechną w Węgrowie, a maturę złożył w gimnazjum oo. Salezjanów w Sokołowie Podlaskim. W latach 1929–1932 był podchorążym Szkoły Podchorążych Piechoty w Ostrowi Mazowieckiej. Z dniem 1 września 1932 przydzielony został do 22 pułku piechoty w Siedlcach na stanowisko dowódcy plutonu, a potem adiutanta pułku. Od stycznia 1939 przebywał na kursie dowódców kompanii w Centrum Wyszkolenia Piechoty w Rembertowie. 
W kampanii wrześniowej 1939 walczył jako adiutant 95 pułku piechoty 39 Dywizji Piechoty pod Dęblinem, Krasnymstawem, Cześnikami, Suchowolą i Krasnobrodem. Po kapitulacji objął dowództwo jednego z pododdziałów SGO „Polesie” gen. bryg. Franciszka Kleeberga.
W listopadzie 1939 r. powrócił do Siedlec, gdzie rozpoczął działalność w konspiracji. Z kadry byłego 22 pp zorganizował grupę konspiracyjną, podporządkowując ją Polskiej Organizacji Zbrojnej, w 1942 r. scalonej z AK. Poszukiwany przez Gestapo, ukrywał się pod Siedlcami, a potem w Warszawie, gdzie był wykładowcą w tajnej podchorążówce na Ochocie. 7 grudnia 1943 uczestniczył w Czesławicach (na Lubelszczyźnie) w wysadzaniu pociągu wiozącego SS na front. Przed wybuchem powstania warszawskiego w 1944 wysłany poza teren stolicy. W lipcu 1944 dopełnił obowiązku rejestracji w Rejonowej Komendzie Uzupełnień w Siedlcach, ukrywając swoją służbę w Armii Krajowej.
W listopadzie 1944 zmobilizowany do służby w ludowym Wojsku Polskim i przydzielony do Sztabu Głównego WP we Włochach pod Warszawą na stanowisko szefa Wydziału II w Oddziale I Organizacyjno-Mobilizacyjnym. Zweryfikowany w stopniu majora, wkrótce awansował na podpułkownika. W 1946 r. uczestniczył w pracach Komisji do obliczenia strat i kosztów poniesionych przez Wojsko Polskie w wojnie z Niemcami w roku 1939–1945 za co odznaczony został Złotym Krzyżem Zasługi. W 1949 przeszedł w stan spoczynku i po zwolnieniu z wojska podjął pracę w Generalnej Dyrekcji „Film Polski”.
Aresztowany 17 kwietnia 1950, podczas śledztwa był nieludzko torturowany. Płk Antoni Skulbaszewski obiecywał mu złagodzenie kary za przyznanie się do winy. Po miesiącu płk Barbasiewicz przyznał się, że zorganizował konspiracyjną komórkę w Oddziale I Sztabu Generalnego. 29 października 1951 skazany przez NSW w Warszawie wyrokiem o sygn. Sn. 4/51 pod przewodnictwem ppłk. Feliksa Aspisa na karę śmierci, postanowieniem z dnia 27.11.1951 r. o sygn. Zg.R.3/51 Zgromadzenie Ogólne Sędziów Najwyższego Sądu Wojskowyego odrzuciło skargę rewizyjną, w której płk Barbasiewicz wycofał wcześniejsze przyznanie się do winy. Prezydent Bolesław Bierut odrzucił prośbę skazanego o łaskę. Stracony w więzieniu mokotowskim 10 stycznia 1952 jako pierwszy z 19 oficerów WP skazanych w tym procesie.
Miejsce pochówku jest nieznane, choć istnieją sugestie wskazujące na cmentarz w Trojanowie na przedmieściu Sochaczewa. Grób symboliczny znajduje się na Cmentarzu Wojskowym na Powązkach w Warszawie, w tzw. Kwaterze na Łączce. Zrehabilitowany w 1956. W Węgrowie znajduje się ulica jego imienia.

## Awanse
- podporucznik – 7 sierpnia 1932 ze starszeństwem z dniem 15 sierpnia 1932 i 253 lokatą w korpusie oficerów piechoty
- porucznik – 1 marca 1935 ze starszeństwem z dniem 1 stycznia 1935 i 230 lokatą w korpusie oficerów piechoty
- major – 1945

## Ordery i odznaczenia
- Krzyż Kawalerski Orderu Odrodzenia Polski (1945)[4]
- Krzyż Srebrny Orderu Wojennego Virtuti Militari – dwukrotnie (w tym nadany przez KRN w 1947[5])
- Złoty Krzyż Zasługi (1946)[4]
- Krzyż Walecznych (1939)[4]
- Krzyż Partyzancki (1947)[4]
- Srebrny Krzyż Zasługi
- Brązowy Krzyż Zasługi
- Medal za Warszawę 1939–1945
- Medal za Odrę, Nysę, Bałtyk